# Pasquale Placido
Pasquale Placido (Napoli, 14 aprile 1838 – Napoli, 21 marzo 1927) è stato un avvocato e politico italiano.

## Biografia
Laureato nella sua città, avvocato penalista di fama, è stato consigliere comunale e provinciale di Napoli, deputato per otto legislature e senatore a vita dal 1909. 